# Amina Aït Hammou
Amina Aït Hammou (arabisch أمينة أيت حمو; * 18. Juli 1978 in Kenitra) ist eine ehemalige marokkanische Leichtathletin, die sich auf den Mittelstreckenlauf spezialisiert hat. Auch ihre Schwester Seltana Aït Hammou war als Leichtathletin aktiv.

## Sportliche Laufbahn
Erste internationale Erfahrungen sammelte Amina Aït Hammou im Jahr 1999, als sie bei der Sommer-Universiade in Palma in 2:06,00 min den siebten Platz im 800-Meter-Lauf belegte. Im Jahr darauf startete sie bei den Olympischen Sommerspielen in Sydney und kam dort mit 2:03,25 min nicht über die ersten Runde hinaus. 2001 wurde sie bei den Spielen der Frankophonie in Ottawa in 2:01,75 min Vierte und anschließend schied sie bei den Studentenweltspielen in Peking mit 2:05,15 min im Halbfinale aus. Im September gelangte sie dann bei den Mittelmeerspielen in Tunis mit 2:06,11 min auf Rang vier. Im Jahr darauf gewann sie bei den Afrikameisterschaften in Radès in 2:03,94 min die Bronzemedaille hinter Maria de Lurdes Mutola aus Mosambik und der Namibierin Agnes Samaria und anschließend sicherte sie sich auch bei den Militär-Weltmeisterschaften in Tivoli in 2:03,60 min die Bronzemedaille. 2003 erreichte sie bei den Hallenweltmeisterschaften in Birmingham das Halbfinale über 800 Meter und schied dort mit 2:04,16 min aus. Im August gelangte sie dann bei den Weltmeisterschaften in Paris bis ins Finale und klassierte sich dort mit 2:01,09 min auf dem vierten Platz. Daraufhin wurde sie beim IAAF World Athletics Final in Monaco in 1:59,97 min Dritte hinter Maria de Lurdes Mutola und der Britin Kelly Holmes. Im Jahr darauf schied sie bei den Hallenweltmeisterschaften in Budapest mit 2:06,17 min im Halbfinale aus und auch bei den Olympischen Sommerspielen in Athen im August schied sie mit 2:00,66 min im Semifinale aus. Daraufhin wurde sie beim World Athletics Final in Monaco in 2:01,78 min erneut Dritte, diesmal hinter ihrer Landsfrau Hasna Benhassi und der US-Amerikanerin Jearl Miles Clark. Anfang Oktober gewann sie bei den Panarabischen Spielen in Algier in 53,54 s die Silbermedaille im 400-Meter-Lauf hinter der Sudanesin Muna Jabir Adam und auch über 800 Meter gewann sie in 2:34,49 min die Silbermedaille und musste sich damit nur der Algerierin Nahida Touhami geschlagen geben. Zudem gewann sie in 3:38,24 min die Goldmedaille mit der marokkanischen 4-mal-400-Meter-Staffel.
2005 belegte sie bei den Mittelmeerspielen in Almería in 2:04,67 min den achten Platz über 800 Meter und im August schied sie bei den Weltmeisterschaften in Helsinki mit 2:00,22 min im Halbfinale aus. Im Jahr darauf kam sie bei den Hallenweltmeisterschaften in Moskau mit 2:05,11 min nicht über die erste Runde hinaus und im August wurde sie bei den Afrikameisterschaften in Bambous in 2:02,41 min Vierte. 2007 schied sie bei den Weltmeisterschaften in Osaka mit 1:59,51 min erneut im Semifinale aus und gewann daraufhin in 2:08,85 min die Silbermedaille über 800 Meter bei den Panarabischen Spielen in Kairo hinter der Sudanesin Amina Bakhit und mit der Staffel gewann sie in 3:44,85 min die Silbermedaille hinter dem Team aus Sudan. 2008 wurde sie aufgrund fehlender Routine-Dopingtestungen für ein Jahr gesperrt. Sie war noch bis 2011 aktiv und beendete dann im Alter von 33 Jahren ihre sportliche Laufbahn.

## Persönliche Bestleistungen
- 400 Meter: 53,54 s, 5. Oktober 2004 in Algier
- 800 Meter: 1:57,82 min, 11. Juli 2003 in Rom
  - 800 Meter (Halle): 2:01,54 min, 5. Februar 2003 in Dortmund